# Marina Ortiz de Zárate

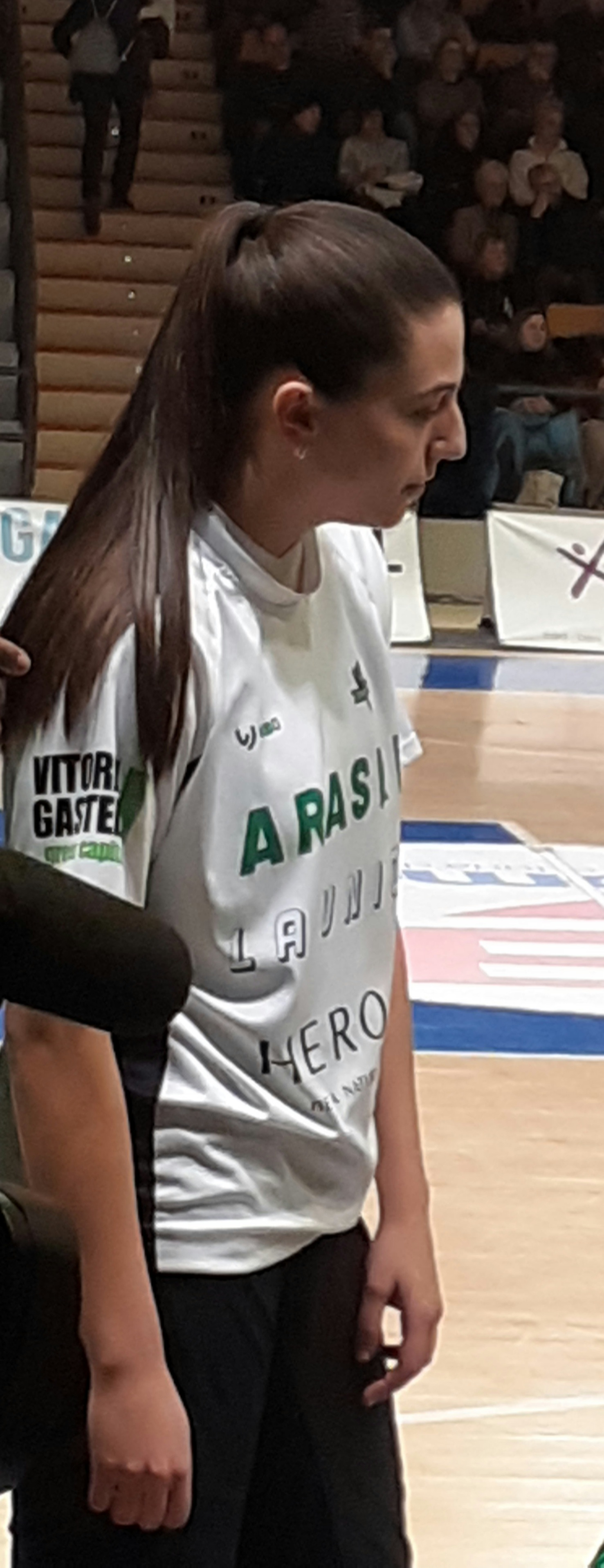
Marina Ortiz de Zárate

Marina Ortiz de Zárate Bravo (Vitoria, 9 de diciembre de 1999) es una jugadora española de baloncesto, que juega en el Club Araski AES de la Liga Femenina de Baloncesto de España.

## Trayectoria
Pertenece a la cantera, y ha jugado con el equipo de Araski Primera Nacional durante varias campañas. La temporada 2021-2022 ya compatibilizó algunos partidos también con el equipo de Kutxabank Araski de Liga Femenina, en el que juega con el número 15. Mide 1,77 m de altura, y juega en el puesto de base..

## Clubes
- -2022: Araski AES, categoría Primera Nacional.
- 2022-2023: Araski AES [Kutxabank], Liga Femenina.